# Pedro Inguanzo Rivero
Pedro Inguanzo Rivero, španski duhovnik, škof in kardinal, * 22. december 1764, Llanes, † 30. januar 1836.

## Življenjepis
Leta 1814 je prejel duhovniško posvečenje. Tega leta je bil tudi imenovan za škofa Zamore (19. avgust) in tudi potrjen (26. september); škofovsko posvečenje je prejel 12. februarja 1815.
29. junija 1824 je bil imenovan za nadškofa Toleda in potrjen je bil 27. septembra istega leta.
Tega leta je bil tudi povzdignjen v kardinala (20. december). 28. februarja 1831 je bil ustoličen kot kardinal-duhovnika S. Tommaso in Parione.
Umrl je 30. januarja 1836.